# Synale cynaxa
Synale cynaxa är en fjärilsart som beskrevs av William Chapman Hewitson 1868. Synale cynaxa ingår i släktet Synale och familjen tjockhuvuden. Inga underarter finns listade i Catalogue of Life.